# Розслідування (фільм)
«Розслідування» (англ. The Final Inquiry, італ. L'inchiesta) — італійський фільм 2006 року.

## Сюжет
Події у фільмі розгортаються через три роки після розп'яття Ісуса Христа. Пропало тіло Ісуса, і Тіто Валеріо Тауро, радник римського імператора Тіберія, посланий ним в Юдею, щоб з'ясувати все про це зникнення.

## У ролях
| Актор                 | Роль               |
| --------------------- | ------------------ |
| Даніеле Ліотті        | Тіто Валеріо Тауро |
| Дольф Лундгрен        | Бріксос            |
| Моніка Крус           | Табіта             |
| Хрісто Шопов          | Понтій Пілат       |
| Христо Живков         | Стефано            |
| Орнелла Муті          | Марія Магдалина    |
| Ф. Мюррей Абрахам     | Натан              |
| Макс фон Сюдов        | Тиберій            |
| Анна Канакіс          | Клаудія Прокула    |
| Енріко Ло Версо       | Симон              |
| Фабріціо Буччі        | Ісус               |
| Марія Піа Кальцоне    | Марія, мати Ісуса  |
| Вінченцо Боччьяреллі  | Калігула           |
| Роберто Негрі         | Авл Фуск           |
| Чіро Еспозіто         | Стефано, учень     |
| Алессандро Бертолуччі | Лонгин             |